# Naut Aran
Naut Aran (che in occitano aranese significa "alto Aran", in catalano Alt Aran) è un comune spagnolo di 1 444 abitanti situato nella comunità autonoma della Catalogna, nella comarca della Val d'Aran. È stato formato nel 1967 con la fusione fra gli antichi comuni di Arties, Salardú, Gessa, Tredòs et Bagergue. È il comune più esteso della Val d'Aran. Il capoluogo è Salardú e Naut Aran comprende nove località: Arties, Bagergue, Garòs, Gessa, Montgarri, Salardú, Tredòs, Unha e Baqueira.